# Bukova (Románia)
Bukova románul: Bucova, falu Romániában, a Bánságban, Krassó-Szörény megyében.

## Fekvése
Hátszegtől délnyugatra, a Vaskapu-hágótól nyugatra fekvő település.

## Története
Bukova nevét 1495-ben, majd 1519-ben említette először oklevél p. Bwkowa néven, mint a Kendefiek és Kenderesiek birtokát.
1760-1762 között és 1808-ban, valamint 1913-ban is Bukova néven volt említve.
Bukova a vaskapuhágó külső Krassó-Szörény megyére néző lejtője alatt fekszik s így Hunyadi János emlékezetes győzelmének színhelye.
A falu lakossága méga 20. század elején is marhatenyésztéssel, fakereskedéssel, részben mészégetéssel és márványbányászattal foglalkozott és ekkoriban határában nagy terjedelmű erdőségek voltak.
Az Archaeológiai KözlÖny 1884. "Római márványbánya a Bisztra-völgyében B. hunyadmegyei falu határán" című műve és a Pallas Nagy Lexikona írta a falu határáról:
...Az innen nyugatra forduló Bisztra vize mellett akadtak a rómaiak márványbányáira. A Pripor nevű meredek kaptatónál 140 m. szélességben Ny-ról K-re kristályos mészpadok helyezkednek a kristályos palarétegek közé. A nagyszerű kristályos mész két széle felé szintén csillámossá és palásszerkezetűvé alakul s színe szürkésbe megy át. De középső tömege építészeti és szobrászati célokra hasznosítható anyagot tartalmaz. Tényleg nem csupán a közel fekvő Sarmizegethusa (Várhely) díszes szoborművei; hanem egész Dácia monumentális építészetének díszletei onnan kerültek ki. A dévai múzeum legbecsesebb felírásos és szobrászati emlékei B.-i anyagból készültek. Különösen szép faragványos táblákat, felírásos  oszlopokat szolgáltatott az 1883. kiásott Mitrhraeum. A Bisztra szilaj vize kettéosztja a telepet. A bal parti bánya egész ép falazatként maradt reánk s a nép is falnak (La parete) nevezi. A 20 m. széles., 30 m. magasságban levésett fal felett lyukacsos tufatömeg helyezkedik el, melyet «gyapjú»-nak néz a nép képzelete; míg az üregeket mesés lényekkel (aranykutya, borjú stb.) népesíti be. A jobb parti bányafalat a mészégetők sokképpen megrongálták. Egy barlang is található itt, mely a munkások tanyájául szolgálhatott. Az innen kikerült szobrok egyikén egy provinciális szobrász, Claudius Saturninus neve is meg van örökítve a Makrai-kastélyban Fel-Pestesben. Újabban vállalkozók is értékesítik e márványt, melyet jó ideig csak mészégetésre használt a nép. B.-nál a Bisztra homokjából aranyat is mosnak."
A trianoni békeszerződés előtt Hunyad vármegye Hátszegi járásához tartozott.
1910-ben 1571 lakosából 51 magyar, 27 német, 1409 román, 83 cigány volt. Ebből 41 római katolikus, 1475 görögkatolikus, 18 görög keleti ortodox volt.

## Források

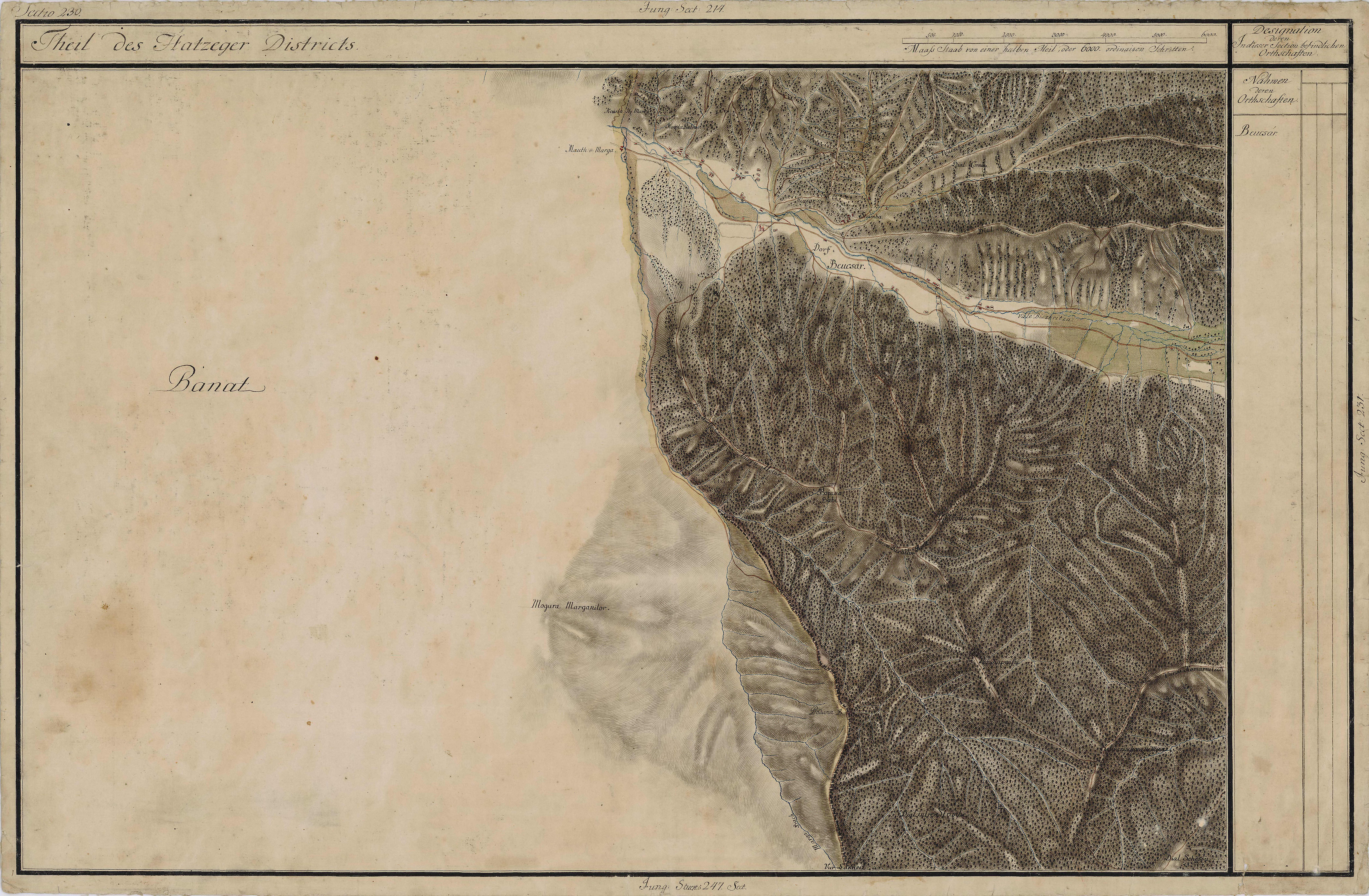
Bukova egy régi térképen